# 本塚町
本塚町（もとつかちょう）は、愛知県名古屋市西区の地名。

## 歴史

### 沿革
- 1934年（昭和9年）1月15日 - 西区栄生町・南押切の各一部により、同区本塚町が成立[3]。
- 1981年（昭和56年）4月29日 - 西区則武新町二丁目・則武新町三丁目にそれぞれ編入され消滅[3]。